# Münstermaifeld
Münstermaifeld – miasto w zachodnich Niemczech, w kraju związkowym Nadrenia-Palatynat, w powiecie Mayen-Koblenz. Wchodzi w skład gminy związkowej Maifeld. Leży w pobliżu Koblencji. W 2009 liczyło 3 416 mieszkańców.

## Osoby urodzone w Münstermaifeld
- Thomas Anders (1 marca 1963) – niemiecki piosenkarz